# Hohengöhren
Hohengöhren là một đô thị thuộc huyện Stendal, bang Sachsen-Anhalt, Đức. Đô thị Hohengöhren có diện tích 28,24 km², dân số thời điểm ngày 31 tháng 12 năm 2006 là 445 người.